# سپی شاین
سپی شاین (انگلیسی: Sepi Shyne؛ زادهٔ ۱۹ فوریهٔ ۱۹۷۷) که سابقاً با نام سپیده غفوری شناخته می‌شد یک سیاستمدار، وکیل، مدافع حقوق مدنی ایرانی الاصل آمریکایی و عضو سابق شورای شهر وست هالیوود در کالیفرنیا است که از سال ۲۰۲۳ تا ۲۰۲۴ شهردار این شهر بود. شاین نخستین زن ایرانی-آمریکایی دگرباش جنسی بود که به عنوان اولین زن رنگین‌پوست به شورای شهر غرب هالیوود راه یافت، با انتخاب او اولین شورای شهر با اکثریت زنان در تاریخ این شهر تشکیل شد. او همچنین یک نامزد ناموفق برای نمایندگی حوزه ۳۰ کنگره کالیفرنیا در انتخابات ۲۰۲۴ بود تا جانشین آدام شیف شود که کرسی خود را برای نامزدی در مجلس سنای ایالات متحده خالی کرده بود.

## اوایل زندگی و پیشه سیاسی
شاین (با نام اصلی سپیده غفوری) در ۱۹ فوریه ۱۹۷۷ در شهر مشهد در استان خراسان ایران به دنیا آمد و مدتی بعد به همراه خانواده‌اش در سال ۱۹۸۲ به دلیل وقوع انقلاب اسلامی ایران از این کشور به ایالات متحده گریختند. آنها به دره سانتا کلارا، کالیفرنیا نقل مکان کردند، جایی که او در کالج De Anza تحصیل کرد و بعداً به دانشگاه ایالتی سن خوزه منتقل شد و در آنجا مدرک کارشناسی علوم خود را به دست آورد. او قبل از نقل مکان به لس آنجلس در سال ۲۰۰۶، دکترای حقوقی خود را در دانشکده حقوق دانشگاه گلدن گیت گرفت و پس از آن به هالیوود غربی نقل مکان کرد. در سال ۲۰۰۹، او شرکت Soulillume را تأسیس کرد که در زمینه نوعی روش ژاپنی از پزشکی مکمل به نام ریکی فعالیت دارد.

## فعالیت سیاسی
پس از فارغ‌التحصیلی از دانشکده حقوق، شاین به عنوان وکیل ناحیه خلیج در زمینه آزادی‌های فردی انتخاب شد. پس از نقل مکان به وست هالیوود، او به عضویت انجمن وکلای دگرباش جنسی در لس آنجلس درآمد و در سال ۲۰۰۸ به‌طور مشترک رئیس آن شد. در سال ۲۰۱۸، شاین در هیئت مدیره مشاوران همجنسگرای وست هالیوود منصوب شد، جایی که همکارانش او را تشویق کردند تا وارد عرصه سیاست انتخاباتی شود. در آن سال، او اعلام کرد که برای شورای شهر وست هالیوود نامزد خواهد شد، اما با اختلاف اندکی از جان دی آمیکو، رئیس فعلی، شکست خورد. او سپس در انتخابات بعدی در سال ۲۰۲۰ شرکت کرد، جایی که کرسی برتر را در انتخابات به دست آورد. او در ۷ دسامبر ۲۰۲۰ سوگند یاد کرد. در ۱۶ اوت ۲۰۲۱، لیندزی هوروات، شهردار وست هالیوود، شاین را به عنوان شهردار موقت جدید انتخاب کرد و شورای شهر به اتفاق آرا به انتصاب رأی مثبت دادند. در ۱۹ دسامبر ۲۰۲۲، شورای شهر به انتصاب شاین به عنوان شهردار بعدی و جانشین لورن مایستر رأی موافق داد. او در ۹ ژانویه ۲۰۲۳ سوگند یاد کرد. در فوریه ۲۰۲۳، شاین اعلام کرد که برای حوزه انتخابیه سی‌ام کالیفرنیا نامزد خواهد شد، چرا که با نامزدی آدام شیف برای مجلس سنا یک کرسی خالی به وجود آمده بود.

## زندگی خصوصی
شاین یک لزبین است. در سال ۲۰۱۴، شاین با بازیگری به نام اشلی شاین ازدواج کرد و نام خانوادگی او را بر روی خود پذیرفت. اگرچه او به عنوان یک مسلمان بزرگ شده است، اما دیگر به این مذهب اعتقادی ندارد، اگرچه او خود را همچنان «بسیار روحانی» توصیف کرده است. او یک سگ خانگی به نام کلویی شاین دارد که به عنوان بخشی از برنامه حیوان خانگی شهردار وست هالیوود، به عنوان نخستین شهردار حیوان خانگی شهردار در وست هالیوود در تاریخ ۱ آوریل ۲۰۲۳ سوگند یاد کرد.